# Ram 1500 REV
Ram 1500 REV — повністю електричний пікап з нульовим рівнем викидів, створений на основі нової рамної платформи STLA Frame. Загальний запас ходу 350 миль із стандартними 168 кіловат-годинним акумулятором або збільшений загальний запас ходу до 500 миль із додатковим великим акумулятором на 229 кіловат-годин. Потужніша версія має розгін з 0-60 миль/год за 4,4 секунди, використовувати потужність 654 к.с. і 840 Нм.
Автомобіль мав поступити в продаж в 4 кварталі 2025 року.

## Опис

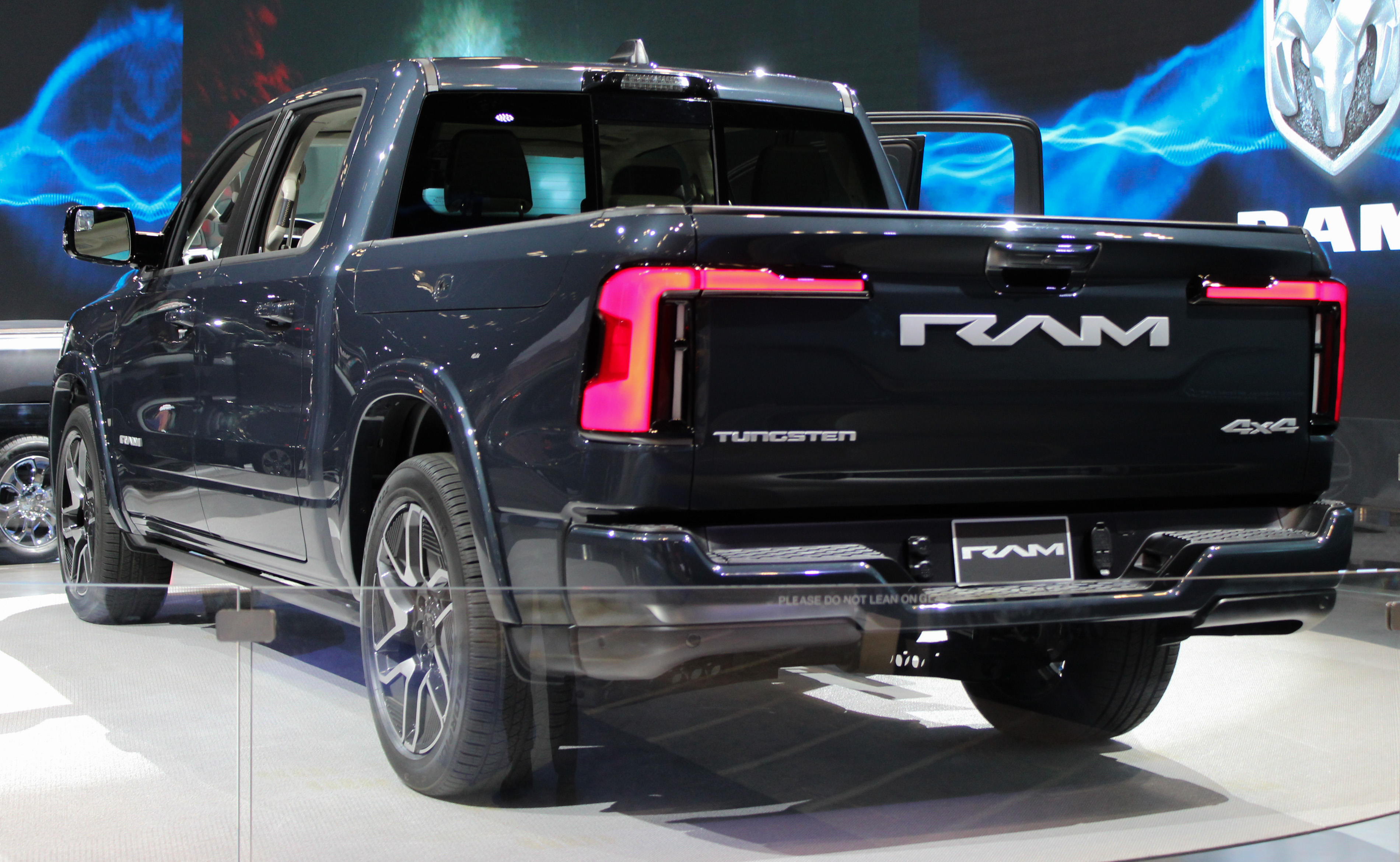

У липні 2021 року Stellantis оголосила про триваючу розробку електрифікованого пікапа Ram в рамках Stellantis EV DAY 2021, включно з першими концептуальними кресленнями транспортного засобу та заявляючи, що повнорозмірний акумуляторний електричний Ram з'явиться до 2024 року.
Концептуальний автомобіль Ram Revolution Concept був представлений у соціальних мережах Ram у січні 2023 року, демонструючи футуристичний дизайн і різноманітні високотехнологічні функції, зокрема проекційний дисплей доповненої реальності, задні двері для самогубства та розбірний прохід між ліжком і ліжком. таксі. Веб-сторінка на веб-сайті Ram також запрацювала для концептуальної моделі.
Незабаром після цього концепт вперше фізично з'явився на виставці побутової електроніки 2023 року. У прес-релізі Stellantis зазначено, що автомобіль базуватиметься на їхній новій платформі STLA, спеціально розробленій для повнорозмірних електромобілів з кузовом на рамі, оснащуватиметься подвійними електродвигунами в повнопривідній конфігурації та базуватиметься на 800-вольтова архітектура. Стверджується, що концептуальний пікап пропонує кермо з 4 колесами та швидкість заряджання до 350 кіловат, що дозволить збільшити запас ходу до 100 миль приблизно за 10 хвилин заряджання.
У лютому 2023 року під час Суперкубка 2023 року було показано рекламний ролик «Premature Electrification», у якому з гумором пародіювали рекламу передчасної еякуляції, посилаючись на такі перешкоди, як занепокоєння про запас електромобіля, і за участю канадсько-американського актора Джейсона Джонса. Рекламний ролик вперше демонструє передсерійну модель, зовнішність та інтер'єр якої значною мірою схожі на пікап Ram п'ятого покоління, зі змінами зовнішнього вигляду, зокрема передньої панелі. Реклама також підтверджує скорочену назву Ram REV (вказується як «rev»), доступність у США очікується наприкінці 2024 року та «технологію подовження діапазону з'явиться пізніше».
Після реклами Super Bowl на веб-сторінці Ram REV було відкрито бронювання, що дозволило користувачам сплатити плату, що повертається, щоб стати учасником Ram REV Insider+, з обіцянкою ексклюзивних привілеїв, таких як ранній доступ до попередніх замовлень і запрошень на такі події, як перші погляди та тест-драйви, коли вони стануть доступними.
У грудні 2024 року після змін у керівній раді Stellantis у відповідь на ринкові умови дату початку виробництва знову відклали, цього разу до 2026 року, щоб остаточно скасувати проект у січні 2025 року та не запустити його у виробництво за рахунок перенаправлення уваги на гібридний варіант Ram 1500 Ramcharger. 

## Двигуни
- 1 електродвигун 340 к.с., батарея 168 kWh, максимальний запас ходу до 563 км
- 1 електродвигун 340 к.с., батарея 229 kWh, максимальний запас ходу до 805 км
- 2 електродвигуни 663 к.с. 840 Нм